# Théâtre national
Théâtre national ist ein von der Regierung Frankreichs vergebener Status für einen subventionierten öffentlich-rechtlichen Theaterbetrieb im Rahmen seines Kulturauftrags.
Insgesamt haben sechs Theater in Frankreich diesen Status – fünf davon befinden sich in Paris, eines in Straßburg:
- Die Comédie-Française für ihr Schauspiel-Ensemble
- Das Odéon – Théâtre de l’Europe seit 1971[1] für europäisches Theater
- Das Théâtre national de Strasbourg seit 1972[2] für seine Schauspielschule
- Das Théâtre national de Chaillot seit 1975[3] für zeitgenössischen Tanz
- Das Théâtre national de la Colline seit 1986[4] für zeitgenössisches Theater
- Das Théâtre national de l’Opéra-Comique seit 2005[5] für Oper

Zu unterscheiden sind diese Theaterbetriebe von denjenigen, die als Centre dramatique national („Nationales dramatisches Zentrum“) gelten, obwohl sie sich ebenfalls Théâtre national nennen: Das sind zum Beispiel das Théâtre national populaire und verschiedene französische Stadttheater wie das Théâtre national de Marseille, Théâtre national de Bordeaux en Aquitaine, Théâtre national de Nice, Théâtre national de Bretagne.
Als Eigenname gibt es ein „Théâtre national“ auch in Montréal.